# Нуклеосинтеза
Нуклеосинтеза је процес којим се стварају нова атомска језгра из већ постојећих нуклеона, примарно протона и неутрона. Први нуклеуси су формирани око три минута након Великог праска, процесом који се зове нуклеосинтеза Великог праска. Тада су водоник, хелијум и литијум формирани да би постали садржајем првих звезда, а овај прастари процес одговоран је за садашњи однос водоника и хелијума у космосу.
Формацијом звезда, тежи нуклеуси су створени из водоника и хелијума стеларном нуклеосинтезом, процесом који се и данас наставља. Неки од ових елемената, поготово они лакши од гвожђа, настављају да буду изведени из интерстеларном медијума када звезде мале масе избаце свој спољни омотач пре него што колабирају да би настали бели патуљци. Остаци њихових избачених маса формирају планетарне небуле које се могу посматрати нашом галаксијом.
Нуклеосинтеза супернове унутар звезда које експлодирају спајањем угљеника и кисеоника одговорни су за заступљености елемената између магнезијума (атомски број 12) и никла (атомски број 28). За нуклеосинтезу супернове се такође мисли да је одговорна за креацију ређих елемената тежих од гвожђа и никла, у неколико последњих секунди догађаја супернове типа II. Синтеза ових тежих елемената апсорбује енергију (ендотермички процес) како се исти стварају, од енергије произведене током експлозије супернове. Неки од ових елемената настају од апсорпције више неутрона (процес Р) у периоду од неколико секунди током експлозије. Елементи који настају у суперновама укључују најтеже познате елементе, као што су дугоживећи елементи уранијум и торијум.
Спалација космичких зрака, узрокована када космичке зраке утичу на интерстеларни медијум и фрагментују веће атомске врсте, значајан је извор лакших језгара, посебно 3He, 9Be и 10,11B — који не настају стеларном нуклеосинтезом.
Поред процеса фузије одговорних за растуће заступљености елемената у универзуму, неколико мањих природних процеса наставља да производи веома мали број нуклида на Земљи. Ови нуклиди доприносе мало њиховој заступљености, али могу да буду одговорни за постојање специфичног новог језгра. Ови нуклиди се производе преко радиогенезе (распада) дугоживећих, тешких, примордијалних радионуклида као што су уранијум и торијум. Бомбардовање елемената космичким зракама на Земљи такође доприноси постојању ретких, краткоживећих атомских врста које се зову космогенични нуклиди.